# Jenna Russell
Jenna Johan Russell (Paddington, 5 ottobre 1967) è un'attrice teatrale e cantante britannica, nota soprattutto nell’ambito del teatro musicale del West End londinese e di Broadway.

## Biografia
Il suo debutto professionale avviene nel musical Les Misérables della Royal Shakespeare Company, nel quale interpreta la prostituta Fantine. Nell'aprile 1992 e 1993 ricopre, sempre al Barbican Centre di Londra, il ruolo di Lucy ne L'opera del mendicante. 
Nel 1987 prende parte alla produzione originale londinese del musical di Stephen Sondheim Follies, al fianco di Diana Rigg e Dolores Gray, nel quale interpreta Sally da giovane. Nel 1998 interpreta un altro musical di Sondheim, Into the Woods alla Donmar Warehouse, nel quale ricopre la parte di Cenerentola. Nel 2010 lavora ancora in Into The Woods, questa volta al Regent's Park Open Air Theatre, interpretando la moglie del panettiere. Nel 2005 lavora nel revival londinese di Guys and Dolls, recitando nella parte della protagonista accanto ad Ewan McGregor; per la sua interpretazione ottiene una nomination al Laurence Olivier Award alla miglior attrice protagonista in un musical.  
Nel 2006 sostituisce Anna-Jane Casey nel ruolo di Dot, la protagonista femminile nel revival londinese di Sunday in the Park with George, il suo terzo musical di Sondheim. Per la sua interpretazione vince il Laurence Olivier Award alla miglior attrice protagonista in un musical. Nel 2008, riprende il ruolo di Dot a Broadway, vincendo il Theatre World Award e ricevendo candidature per il Drama Desk Awards e il Tony Award alla miglior attrice protagonista in un musical; entrambi i premi, però, sono stati vinti da Patti LuPone per Gypsy. Tra il novembre 2012 ed il marzo 2013 lavora in un altro musical di Stephen Sondheim, Merrily We Roll Along, per la regia di Maria Friedman, alla Menier Chocolate Factory e poi all'Harold Pinter Theatre di Londra. Per la sua performance nel ruolo di Mary Flynn viene candidata al suo terzo Premio Laurence Olivier.
Nel 2016 interpreta Edith Bouvier Beale nel musical Grey Gardens alla Southwark Playhouse con Sheila Hancock e Beilly Boyle (ottenendo una candidatura all'Evening Standard Award per la migliore performance in un musical) e in un allestimento del West End della tragedia di Christopher Marlowe Dottor Faustus con Kit Harrington. Nel 2018 è in Fun Home di Jeanine Tesori al Young Vic di Londra, mentre nel 2019 recita nella prima londinese di The Bridges of Madison County alla Menier Chocolate Factory. Nel 2021 interpreta Édith Piaf nella pièce di Pam Gems Piaf in scena a Nottingham e Liverpool, mentre nel 2024 recita con Imelda Staunton al London Palladium in Hello, Dolly!.
È sposata con l'attore Ray Coulthard, da cui ha avuto una figlia nel 2009.

## Filmografia

### Cinema
- Mortdecai, regia di David Koepp (2015)

### Televisione
- Metropolitan Police - serie TV, 4 episodio (1988-1995)
- Peak Practice - serie TV, 3 episodi (2000)
- Born and Bred - serie TV, 36 episodi (2002-2005)
- Doctor Who - serie TV, 2 episodi (2005)
- Holby City - serie TV, 1 episodio (2009)
- The Paradise - serie TV, 2 episodi (2012)
- L'amore e la vita - Call the Midwife (Call the Midwife) - serie TV, 1 episodio (2015)
- EastEnders - serie TV, 125 episodi (2016-2018)
- L'ispettore Barnaby (Midsomer Murders) - serie TV, episodio 22x05 (2021)

## Teatro
- Abbacadabra, musiche degli ABBA. Lyric Hammersmith di Londra (1983)
- Girlfriends di Howard Goodall, regia di John Retallack. Coliseum Theatre di Oldham (1986)
- Les Misérables, musiche di Claude-Michel Schönberg, testi di Alain Boublil, regia di Trevor Nunn e John Caird. Palace Theatre di Londra (1986-1987)
- Follies, colonna sonora di Stephen Sondheim, libretto di James Goldman, regia di Mike Ockrent. Shaftesbury Theatre di Londra (1988)
- L'opera del mendicante di John Gay, regia di John Caird. Royal Shakespeare Theatre di Stratford-upon-Avon (1991-1992)
- Come vi piace di William Shakespeare, regia di David Thacker. Royal Shakespeare Theatre di Stratford-upon-Avon, Barbican Theatre di Londra e Theatre Royal di Newcastle upon Tyne (1992-1993)
- Il racconto d'inverno di William Shakespeare, regia di Adrian Noble. Royal Shakespeare Theatre di Stratford-upon-Avon, Barbican Theatre di Londra, Theatre Royal di Newcastle upon Tyne e Theatre Royal di Bath (1992-1993-1994)
- Antonio e Cleopatra di William Shakespeare, regia di John Caird. Royal Shakespeare Theatre di Stratford-upon-Avon, Barbican Theatre di Londra e Theatre Royal di Newcastle upon Tyne (1992-1993)
- Misha's Party di Alexander Gelman e Richard Nelson, regia di David Jones. Barbican Theatre di Londra (1992-1993)
- Wildest Dream, scritto e diretto da Alan Ayckbourn. Pit di Londra (1993)
- Tre sorelle di Anton Čechov, regia di Max Stafford-Clark. Bristol Old Vic di Bristol (1995)
- High Society, musiche di Cole Porter, libretto di Arthur Kopit. Crucible Theatre di Sheffield (1996)
- I Have Been Here Before di J. B. Priestley, regia di Marianne Elliott. Royal Exchange Theatre di Manchester (1996)
- Martin Guerre, musiche di Claude-Michel Schönberg, testi di Alain Boublil, regia di Declan Donnellan. Prince Edward Theatre di Londra (1997)
- Into the Woods, musiche di Stephen Sondheim, libretto di James Lapine, regia di John Crowley. Donmar Warehouse (1998-1999)
- On a Clear Day You Can See Forever, musiche di Burton Lane, libretto di Alan Jay Lerner. Bridewell Theatre di Londra (2000)
- Hello Again, musiche e libretto di Michael John LaChiusa, regia di Clive Paget. Bridewell Theatre di Londra (2001)
- Les Misérables, musiche di Claude-Michel Schönberg, testi di Alain Boublil, regia di Trevor Nunn e John Caird. Palace Theatre di Londra (2000)
- Guys and Dolls, musiche di Frank Loesser, libretto di Jo Swerling e Abe Burrows, regia di Michael Grandage, coreografie di Rob Ashford. Piccadilly Theatre di Londra (2005)
- Sunday in the Park with George, di Stephen Sondheim e James Lapine, regia di Sam Buntrock. Wyndhm's Theatre di Londra (2006)
- Amy's View di David Hare, regia di Peter Hall. Garrick Theatre di Londra (2006)
- Sunday in the Park with George, di Stephen Sondheim e James Lapine, regia di Sam Buntrock. Studio 54 di New York (2008)
- Into the Woods, musiche di Stephen Sondheim, libretto di James Lapine, regia di Timothy Sheader. Regent’s Park Theatre di Londra (2010)
- Season’s Greetings di Alan Ayckbourn, regia di Henry Goodman. Royal National Theatre di Londra (2011)
- Di and Viv and Rose di Amelia Bullmore, regia di Anna Mackmin. Hampstead Theatre di Londra (2011)
- Soho Cinders, musiche di George Stiles, libretto di Anthony Drewe e Elliot Davis, regia di Jonathan Butterell. Soho Theatre di Londra (2012)
- Merrily We Roll Along, musiche di Stephen Sondheim, libretto di George Furth, regia di Maria Friedman. Menier Chocolate Factory e Harold Pinter Theatre di Londra (2012-2013)
- Mr. Burns: A Post-Electric Play di Anne Washburn, regia di Robert Icke. Almeida Theatre di Londra (2014)
- Urinetown: The Musical, musiche di Mark Hollmann, testi di Hollmann e Greg Kotis, libretto di Kotis, regia di Jamie Lloyd. St. James Theatre e Apollo Theatre di Londra (2014)
- Grey Gardens, musiche di Scott Frankel, libretto di Doug Wright, parole di Michael Korie, regia di Thom Southerland. Southwark Playhouse di Londra (2016)
- La tragica storia del Dottor Faust di Christopher Marlowe, regia di Jamie Lloyd. Duke of York's Theatre di Londra (2016)
- Fun Home, libretto di Lisa Kron, musiche di Jeanine Tesori, regia di Sam Gold. Young Vic di Londra (2018)
- The Bridges of Madison County, libretto di Marsha Norman, colonna sonora di Jason Robert Brown, regia di Trevor Nunn. Menier Chocolate Factory di Londra (2019)
- Piaf di Pam Gems, regia di Adam Penford. Nottingham Playhouse di Nottingham, Liverpool Playhouse di Liverpool (2021)
- Steve di Mark Gerrard, regia di Andrew Keates. Seven Dials Playhouse di Londra (2022)
- Woman in Mind di Alan Ayckbourn, regia di Anna Mackmin. Chichester Festival Theatre di Chichester (2022)
- Further Than the Furthest Thing di Zinnie Harris, regia di Jennifer Tang. Young Vic di Londra (2023)
- Flowers for Mrs Harris, colonna sonora e libretto di Richard Taylor e Rachel Wagstaff, regia di Bronagh Lagan. River Studios di Londra (2023)
- Hello, Dolly!, libretto di Michael Stewart, colonna sonora di Jerry Herman, regia di Dominic Cooke. London Palladium di Londra (2024)

## Riconoscimenti
- Tony Award
  - 2008 – Candidatura per la miglior attrice protagonista in un musical per Sunday in the Park with George
- Premio Laurence Olivier
  - 2006 – Candidatura per la migliore attrice in un musical per Guys and Dolls
  - 2007 – Migliore attrice in un musical per Sunday in the Park with George
  - 2014 – Candidatura per la migliore attrice in un musical per Merrily We Roll Along
- Drama Desk Award
  - 2008 – Candidatura per la miglior attrice in un musical per Sunday in the Park with George
- Drama League Award
  - 2008 – Candidatura per la miglior performance per Sunday in the Park with George
- Evening Standard Theatre Award
  - 2016 – Candidatura per la miglior performance in un musical per Grey Gardens

- Theatre World Award
  - 2008 – Miglior esordiente per Sunday in the Park with George